# Файдиты
Файдиты (Los faidits, от окс. faidits, faydiz — изгнанник) — участники национально-освободительного сопротивления Окситании в течение Альбигойского крестового похода против крестоносцев, католической церкви и короля Франции.
Файдиты были рыцарями и сеньорами Лангедока, которые были лишены своих земель и вотчин во время Альбигойского крестового похода. Они принимали активное участие в окситанском сопротивлении против оккупации крестоносцами с севера и оказывались вне закона в силу сопротивления оккупационной администрации.
Дворяне Лагендока становились файдитами по нескольким причинам.
Они исповедовали религию катаров и следовательно объявлялись виновными в ереси.
Либо отказались присоединиться к крестовому походу против своей страны, и следовательно также обвинялись в помощи еретикам.
Кроме того, рыцарь становился файдитом, если его земля была захвачена крестоносцами.
Файдиты оказывали активное сопротивление оккупации крестоносцев, однако добивались успеха лишь на короткий отрезок времени.
Их судьбы складывались по-разному. Многие из них были убиты вместе с членами своей семьи, как это было с Аймери де Монреалем, или изгнаны из своих земель и скрывались в Арагоне, как в случае с Геродом Ниором. Другие искали мира с Церковью, чтобы восстановить земли и права в обмен на обещание бороться с ересью или взять крест и идти на Святую Землю, как это имело место, например, с Оливье де Термом.

## Список известных файдитов
Многие имена рыцарей и лордов из файдитов сохранились. Вот их неполный список:
- Пьер Раймонд д’Арген[1]
- Раймунд Роже де Фуа
- Роже Бернар II де Фуа
- Чаберт де Барбейра[2]
- Жордин де Кабаре[3]
- Пьер-Роже де Кабаре[3]
- Аймери де Лаурак и Монреаль[3]
- Берангер де Кокугнан
- Пьер де Кокугнан
- Герод де Гордо
- Бернард-Жордин де Лисл-Жордин
- Гилом Хунод де Ланта
- Герод Хунод де Ланта
- Жордин Хунод де Ланта
- Раймон Хунод де Ланта
- Рауль де Лоре
- Пьер де Лоре
- Гилом де Минерв
- Пон де Мирабель
- Арно-Роже де Мирепо
- Пьер-Роже де Мирепо
- Жак де Виллеман
- Аймери де Монтаню
- Озиль де Морлон
- Герод де Ниор
- Бернар-Отон де Ниор
- Гилом де Ниор
- Раймон де Роквефил (Ниор)
- Guiraud de Pépieux
- Raymond de Péreille
- Guillaume du Puy (de Podio)[4].
- Sicard de Puylaurens
- Pelfort de Rabastens
- Raymond-Sans de Rabat
- Augier de Rabat
- Bernard de Roquefort (Bernat de Roquefort)
- Guillaume de Roquefort (Guilhem de Roquefort)
- Jourdain de Roquefort (Jordan de Roquefort) / (biographie complète dans:).
- Pierre-Géraud de Routier
- Guillaume-Arnaud de Soupex
- Бертран де Сассиак
- Жордин де Сассиак
- Оливье де Термес
- Раймонд де Термес
- Раймунд VI граф Тулузы
- Раймунд VII граф Тулузы
- Раймунд II Тренкавель
- Guiraud-Amiel de Villallier
- Arnaud de Villemur
- Гильем де Лайль